# Shugo Chara!
Shugo Chara! (しゅごキャラ! Shugo Kyara!?) este o serio Shōjo-manga creată de duo-ul Mangaka, Peach-Pit. În această serie japoneză este vorba despre o eroină cu un caracter invidiat de toata lumea pe nume Hinamori Amu.
Într-o dimineață ea a gasit trei ouă colorate : Ran, care reprezintă sportul; Miki, care reprezintă desenul; Su, care reprezintă gastronomia; Dia, care reprezintă muzica.
Cu toate acestea Amu nu este singura cu caractere Gardian. Fiecare dintre Gardienilor-Tadase Hotori, Nadeshiko (Nagihiko) Fujisaki, kukai Soma, și Yaya Yuiki-au propriile lor caractere Gardian. Amu se confruntă, de asemenea cu Ikuto Tsukiyomi și Utau Hoshina (Tsukiyomi), doi frați care au, de asemenea, Caracterele Guardian și sunt angajați de către o companie pentru a căuta Embryo. Ca serie continuă, Utau și Ikuto devnin prieteni extrem de apropiatzi cu Amu.
Shugo Chara! a fost adaptată într-o serie anime de televiziune cu acelasi titlu în 2007. Serialul de televiziune este produs de Satelight sub conducerea lui Kenji Yasuda și a fost primul difuzat pe rețeaua japoneză, TV Tokyo. Compus cu 51 de episoade , primul episod numindu-se, "Un Caracter Gardian este născut!" (し ゅご キャラ 誕生, Shugo Kyara Tanjō!?), difuzat pe 06 octombrie 2007.
Personje Principale
Amu Hinamori
Amu este personajul principal al acestui serial.Elevii din scoala ei spun ca are un caracter cool dar ea in realitate nu e asa.Ea este doar o fata care vrea sa fie draguta cu toata lumea si sa poarte rochii roz in loc de hainele stil punk.Problema este ca-i prea timida si se poarta de genul asta ca sa nu se faca de ras.Vazand o emisiune de predictiuni si viziuni aude de niste gardieni ingeri asa ca isi doreste sa primeasca curaj ca sa arate cine e de fapt. Așa se trezește cu trei ouă colorate în pat și de-atunci începe aventura.